# Джонс, Крэйг (музыкант)
Крейг Майкл Джонс (англ. Craig Michael Jonesрод. 11 февраля 1972, Де-Мойн) — американский музыкант, бывший участник группы Slipknot.

## Биография
До Slipknot работал на складе водителем погрузчика.Также играл на гитаре в трэш-метал-группах, перед тем как присоединиться к Slipknot. До Slipknot, играл на гитаре в группе «Modifidious». Джонс говорит 2 секунды на вступлении «Welcome to Our Neighborhood» он говорит «133, number 5, sampling» (133, номер 5, семплинг) и говорит на видео «We Sold Our Souls for Rock’n’Roll» где говорит «Craig, number 5, sampling» (Крейг, Номер 5, семплинг). Его семплы использовались в песнях с Mate. Feed. Kill. Repeat., например песня «Gently» начиналась с семплинга из фильма «Падая Вниз». 9 июня 2023 года он покинул Slipknot.

## Маска
В начале Крейг использовал «молодежный шлем космического робота». Он добавил
наклейку бензонасоса Синклера над козырьком и зеленые наклейки спереди внизу, а
также посередине, начиная сверху Синклера и заканчивая задней частью шлема. В 1997 году он снял
козырек и букву «Я» с Синклера, а также вырезал отверстие в передней части маски там, где находился его рот. Позже он добавил к шлему респиратор Scott Aviation. Во время выступления в 1996 году он носил маску клоуна, а когда был гитаристом, носил футболку с надписью «SPAM» с колготками на голове. Ныне его маска представляет собой водолазный шлем с гвоздями, по бокам короткие, сверху длинные гвозди, подобие ирокеза. В 1995 году был обычный чулок на голове, потом Крейг носил шлем для картинга с воткнутыми в него 12 сантиметровыми гвоздями. Во времена Iowa вместо шлема для картинга стал носить водолазный шлем с теми же воткнутыми в него гвоздями. Вместо отверстия для рта в маске присутствует молния.